# Jean-Pierre Barra
Jean-Pierre Barra, född 16 maj 1939, är en friidrottare från Belgien. Han deltog vid olympiska sommarspelen 1960.